# Fischbrunnen (Schwäbisch Hall)

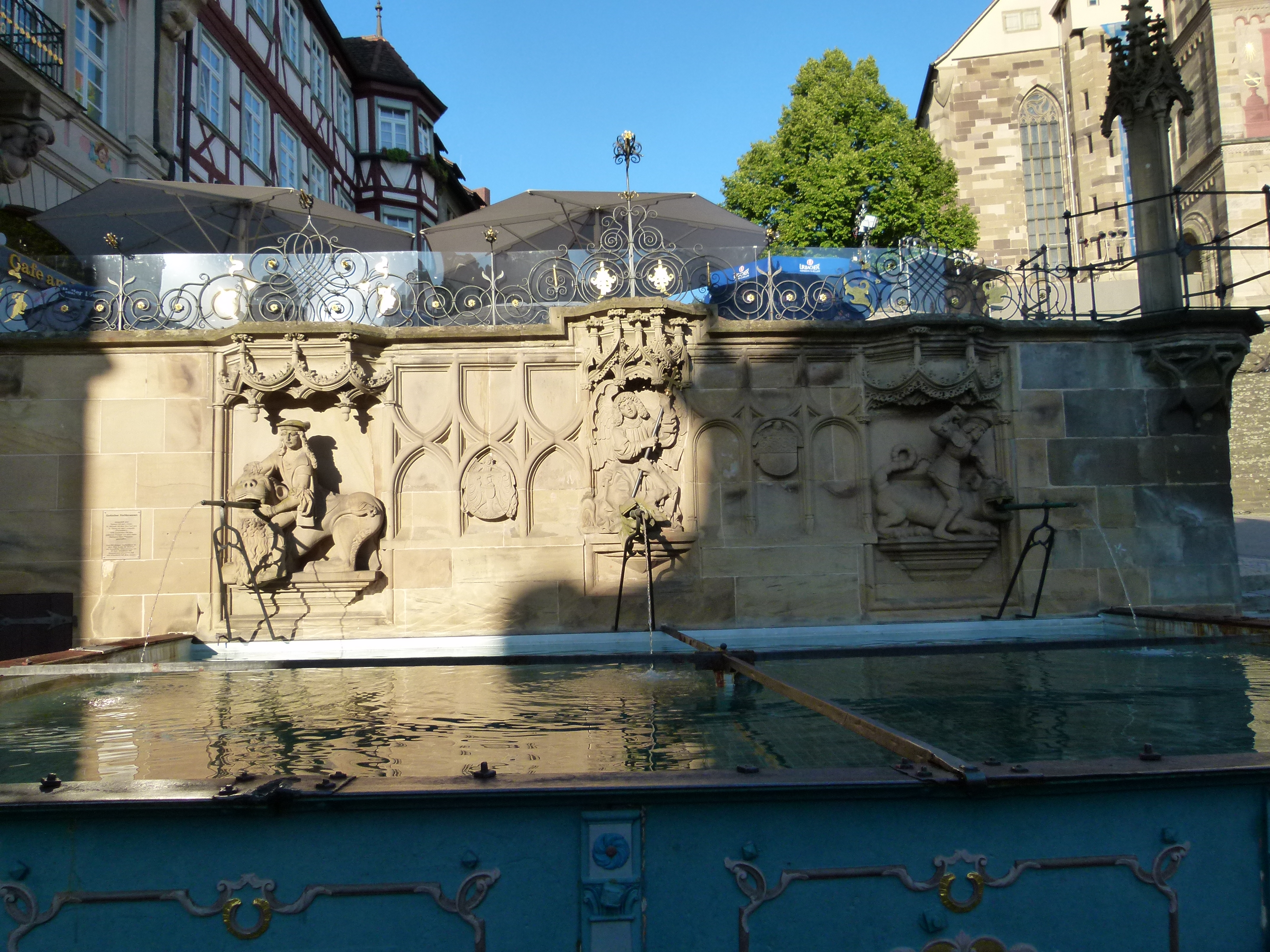
Fischbrunnen

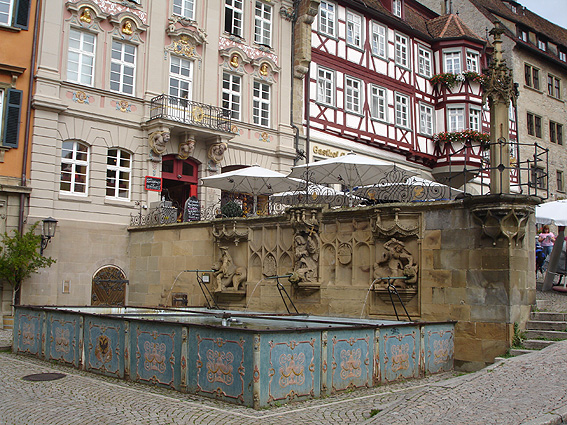
Fischbrunnen mit Pranger

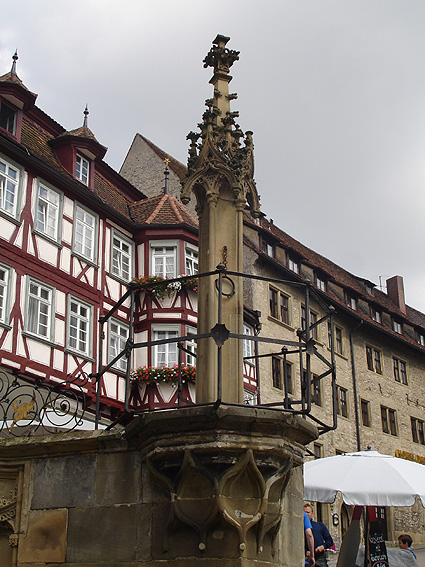
Pranger am Fischbrunnen

Der Fischbrunnen auf dem Marktplatz vor der Kirche St. Michael ist der letzte noch erhaltene Kastenbrunnen in Schwäbisch Hall. Der Name rührt daher, dass ehemals auf dem Platz Fisch verkauft wurde. Der eigentliche rechteckige Brunnenkasten selbst befindet sich vor einer Futtermauer für eine Terrasse, in die drei Steinreliefs eingearbeitet sind.

## Beschreibung
Der Brunnen wurde 1509 von dem Haller Kirchenbaumeister Konrad Schaller geschaffen, die drei Hochreliefs aus Stein stammen von dem ehemaligen Riemenschneider-Mitarbeiter Hans Beuscher. Sie zeigen dreimal das Motiv des Kampfes gegen ein Ungeheuer: St. Michael bekämpft den Drachen, St. Georg den Lindwurm und Simson den Löwen. Alle drei Szenen symbolisieren den Sieg über das Böse. Die Wasserröhren kommen jeweils aus dem Maul der Bestie. Die Figuren stehen ihrerseits auf Konsolen  und sind von jeweils unterschiedlich gestalteten, reich verzierten Baldachinen überdacht.

## Baugeschichte
Der Brunnen wurde 1509 errichtet, zugleich wurde der bis dahin an der Kirchhofmauer stehende Pranger dorthin versetzt. 1586 erhielt er einen neuen Anstrich. Im Jahr 1620 wurde er überholt und erhielt dabei einen Gitteraufsatz. Der heute vorhandene gusseiserne Kasten des Brunnens wurde laut der darauf angebrachten Datierung 1787 gefertigt. Bei einer Renovierung vor 1907 wurden die Steinplatten überarbeitet, 1960 wurden sie ersetzt, die Originale befinden sich heute im Hällisch-Fränkischen Museum.
